# Адрієнн Річ

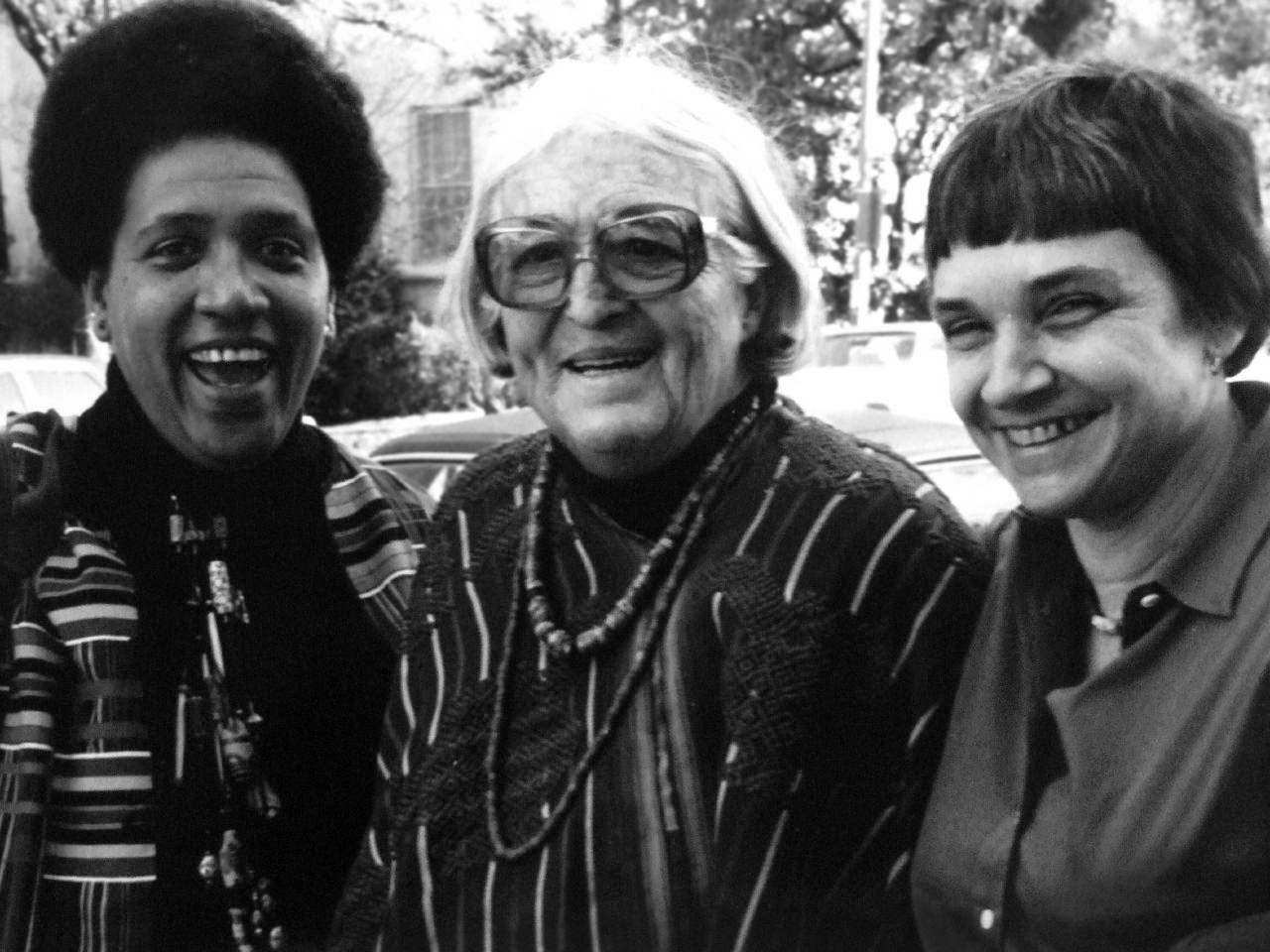
Річ (праворуч), з письменницями Одрі Лорд (зліва) та Мерідель Ле Суер (посередині) в Остіні, штат Техас, 1980

Адрієнн Сесіль Річ (англ. Adrienne Cecile Rich; 16 травня 1929, Балтімор — 27 березня 2012, Санта-Крус
, США) — американська поетеса, публіцистка, представниця другої хвилі фемінізму, відкрита лесбійка. Її називали «однією з найбільш читаних і впливових поеток другої половини 20 століття».
Розіб’є світ на частки дві:

Пів мені і пів тобі.

Це тут межа для розбиття,

Бо затісний узор життя,

Щоб умістились ти і я.

Який могутній волосок,

Що через нього долі крок

Веде у самоту думок —

Та цей же волос, злу на злість,

Двох протиріч єднав би зміст

Адрієнн Річ в перекладі М. Тарнавської, 

## Життєпис
Мати ― піаністка і композиторка, належала до методисток, батько ― біолог і лікар єврейського походження. Адрієнн мала двох молодших сестер, одна з яких ― письменниця Синтія Річ (нар. 1933).
Ранній поетичний вплив Адрієнн Річ походить від її батька, який заохочував її читати, а також писати власні вірші. Її інтерес до літератури виник у бібліотеці батька, де вона читала роботи таких письменників, як Ібсен, Арнольд, Блейк, Кітс, Данте Габріель Россетті та Теннісон. Адрієнн Річ та її молодша сестра навчалися вдома, поки Адрієнн не почала державну освіту в четвертому класі. Вірші «Джерела» та «Після темряви» документують її стосунки з батьком, описуючи, як вона наполегливо працювала, щоб реалізувати амбіції своїх батьків щодо неї — переміщаючись у світ, у якому вона, як очікується, буде досягати успіху.
Вступила в Редкліф-коледж у Кембриджі, де зосередилася на поезії та навчанні письменницькому ремеслу. Після навчання отримала стипендію Гуггенхайма для навчання в Оксфорді протягом року. Однак після візиту до Флоренції вирішила не повертатися в Оксфорд і витратила час, що залишився в Європі, на письмо та дослідження Італії.
1953 року одружилася з Альфредом Гаскеллом Конрадом, професором економіки Гарвардського університету, з яким познайомилася ще в студентські роки. Про це сказала: «Я частково вступила в шлюб, тому що не знала кращого способу відірватися від своєї першої сім'ї. Я хотіла те, що я бачила повноцінним життям жінки, що б там не було». З 1966 року з чоловіком і трьома синами жила в Нью-Йорку.
Зблизилася з новими лівими, брала участь в антивоєнних демонстраціях, русі за громадянські права.
З 1967 по 1969 рік читала лекції в коледжі Свартмор і викладала у Школі мистецтв Колумбійського університету як ад'юнкт-професорка у письменницькому відділі. Крім того, 1968 року вона почала викладати за програмою SEEK в Сіті-коледжі Нью-Йорка, де вона працювала до 1975 року. За цей час Річ також отримала меморіальну премію Юніс Тітдженс від Poetry Magazine. Річ і Конрад влаштовували антивоєнні вечірки та вечірки зі збору коштів «Чорна пантера» у своїй квартирі.
В кінці 1960-х Річ розлучилася. Незабаром після цього, її колишній чоловік Гаскелл Конрад покінчив життя самогубством.
З 1976 року жила з письменницею ямайського походження Мішель Кліфф (нар. 1946).
Викладала в Колумбійському, Ратґерському, Брандейському, Стенфордському, Корнелльському університетах, Брін Мар коледжі та інші. Вела активне громадське життя.
1997 року Річ відмовилася від Національної медалі мистецтв США, протестуючи проти голосування Палатою представників щодо припинення діяльності Національного фонду мистецтв, а також політики адміністрації Клінтона щодо мистецтва в цілому та літератури зокрема, заявивши, що «я не могла прийняти таку нагороду від президента Клінтона або цього Білого дому, тому що саме значення мистецтва, як я розумію, несумісне з цинічною політикою цієї адміністрації… [Мистецтво] нічого не означає, якщо воно просто прикрашає обідній стіл влади яка тримає його в заручниках». Її наступні кілька томів були поєднанням поезії та есе: «Опівнічний спаситель: вірші 1995—1998» (1999), «Мистецтво можливого: есе та розмови» (2001) і «Лис: вірші 1998—2000» (2001).
На початку 2000-х років брала участь в антивоєнній діяльності, протестуючи проти загрози війни в Іраку, як через читання своїх віршів, так і через інші заходи. 2002 року була призначена канцлеркою нещодавно розширеної ради Академії американських поетів разом з Юсефом Комуньяка, Люсіль Кліфтон, Джеєм Райтом, Луїзою Глік, Хізер МакГ'ю, Розанною Воррен, Чарльзом Райтом, Робертом Крілі та Майклом Палмер. Вона була лауреаткою Єльської Боллінгенської премії 2003 року в галузі американської поезії, а журі схвалювала її «чесність, водночас люту, гуманну, глибоку навченість, а також її безперервне поетичне дослідження й усвідомлення багатьох „я“». У жовтні 2006 року Форум рівності вшанував роботу Річ, представивши її як ікону історії ЛГБТ.
Померла 27 березня 2012 року у віці 82 років у своєму будинку в Санта-Крус, Каліфорнія. Її син, Пабло Конрад, повідомив, що смерть сталася внаслідок тривалого ревматоїдного артриту. Остання її збірка вийшла за рік до смерті. У Річ залишилися сини, двоє онуків та її партнерка Мішель Кліфф.

## Творчість
Дебютувала 1951 року книгою віршів «Змінити світ» (англ. A Change of World), за неї за особистим вибором Г'ю Одена отримала Єльську премію для молодих поетес (Оден супроводжував збірку своєю передмовою). Авторка 25 книг віршів, 6 збірників есе і заміток. Належить до найбільших поетес США другої половини XX ― початку XXI ст., впливових фігур американської громадської сцени. Популярність, зокрема, отримала її книга «Народжені жінкою: материнство як особистий досвід і соціальний інститут» (1976) і феміністське есе «Примусова гетеросексуальність і існування лесбійки» (1980), пізніше включене в книгу «Хліб, кров і поезія» (1986).

## Визнання
Лауреатка численних премій за поезію, серед яких ― Національна книжкова премія за книгу «Diving into the Wreck» (1974, розділила її між письменницями Одрі Лорд і Еліс Вокер), медаль Роберта Фроста (1992), Поетична премія за книгу «Atlas of the Difficult World» (1992), премія «Лямбда» за книгу «Dark Fields of the Republic» (1995), премія Воллеса Стівенса (1996), премія Боллінг (2003), медаль Національного книжкового фонду за видатний внесок в американську літературу (2006), Гріффіновська поетична премія за життєве досягнення (Канада, 2010) і інші. Членкиня Американської академії мистецтв і наук (1991). Канцлерка Академії американських поетес (з 2002).

### Наукова література
- 1976: Of Woman Born: Motherhood As Experience And Institution. Norton. 1995. ISBN 978-0-393-31284-3.
- 1979: On Lies, Secrets and Silence: Selected Prose, 1966—1978
- 1986: Blood, Bread, and Poetry: Selected Prose, 1979—1985 (Включає згадане есе: «Примусова гетеросексуальність і існування лесбійки»)
- 1993: What Is Found There: Notebooks on Poetry and Politics
- 1995: If Not with Others, How? pp. 399–405 in Weiss, Penny A.; Friedman, Marilyn (1995). Feminism and community. Philadelphia: Temple University Press. ISBN 9781566392761.
- 2001: Arts of the Possible: Essays and Conversations. W.W. Norton. 2001. ISBN 978-0-393-05045-5.
- 2007: Poetry and Commitment: An Essay
- 2009: A Human Eye: Essays on Art in Society, 1997—2008
- 2018: Essential Essays: Culture, Politics, and the Art of Poetry, W.W. Norton, 2018 ISBN 9780393652369

### Поезія

#### Збірки
- 1951: A Change of World. Yale University Press.
- 1955: The Diamond Cutters, and Other Poems. Harper.
- 1963: Snapshots of a daughter-in-law: poems, 1954-1962. Harper & Row.
- 1966: Necessities of life: poems, 1962-1965. W.W. Norton.
- 1967: Selected Poems. Chatto & Hogarth P Windus.
- 1969: Leaflets. W.W. Norton. 1980. ISBN 978-0-03-930419-5.
- 1971: The Will to Change: Poems 1968-1970. Norton.
- 1973: Diving into the Wreck. W.W. Norton. 1994. ISBN 978-0-393-31163-1.
- 1975: Poems: Selected and New, 1950-1974. Norton. 1974. ISBN 978-0-393-04392-1.
- 1976: Twenty-one Love Poems. Effie's Press.
- 1978: The Dream of a Common Language. Norton. ISBN 978-0-393-04502-4.
- 1982: A Wild Patience Has Taken Me this Far: Poems 1978-1981. W. W. Norton & Company, Incorporated. 1981. ISBN 978-0-393-31037-5. (reprint 1993)
- 1983: Sources. Heyeck Press.
- 1984: The Fact of a Doorframe: Poems Selected and New, 1950-1984. W. W. Norton & Company, Incorporated. 1994. ISBN 978-0-393-31075-7.
- 1986: Your Native Land, Your Life: Poems. Norton. ISBN 978-0-393-02318-3.
- 1989: Time's Power: Poems, 1985-1988. Norton. 1989. ISBN 978-0-393-02677-1.
- 1991: An Atlas of the Difficult World: Poems 1988-1991. Norton. 1991. ISBN 978-0-393-03069-3.
- 1993: Collected Early Poems, 1950-1970. W. W. Norton & Company, Incorporated. ISBN 978-0-393-31385-7.
- 1995: Dark Fields of the Republic: Poems, 1991-1995. W.W. Norton. ISBN 978-0-393-03868-2.
- 1996: Selected poems, 1950-1995. Salmon Pub. January 1996. ISBN 978-1-897648-78-0.
- 1999: Midnight Salvage: Poems, 1995-1998. Norton. ISBN 978-0-393-04682-3.
- 2001: Fox: Poems 1998-2000. W W Norton & Co Inc. 2003. ISBN 978-0-393-32377-1. (reprint 2003)
- 2004: The School Among the Ruins: Poems, 2000-2004. W. W. Norton & Co. 2004. ISBN 978-0-393-32755-7.
- 2007: Rich, Adrienne Cecile (2007). Telephone Ringing in the Labyrinth: Poems 2004–2006. ISBN 978-0-393-06565-7.
- 2010: Rich, Adrienne (2011). Tonight No Poetry Will Serve: Poems 2007-2010. ISBN 978-0-393-07967-8.
- 2016: Rich, Adrienne (2016). Collected Poems 1950-2012. ISBN 978-0-393-28511-6. Архів оригіналу за 10 квітня 2021. Процитовано 29 квітня 2021.

ISBN 978-0-393-28511-6

### Critical studies and reviews of Rich's work
- Chiasson, Dan (20 червня 2016). Boundary conditions : Adrienne Rich's collected poems. The Critics. Books. The New Yorker. 92 (18): 78—81. Архів оригіналу за 21 квітня 2021. Процитовано 29 квітня 2021.
- Special issue of Women's Studies: Adrienne Rich [Архівовано 29 квітня 2021 у Wayback Machine.]

## Подальше вивчання
- Ганна Улюра. Ніч на Венері: 113 письменниць, які сяють у темряві. — Київ : ArtHuss, 2020. — 464 с. — ISBN 978-617-7799-43-5.
- Colby Langdell, Cheri (2004) Adrienne Rich: The Moment of Change Praeger ISBN 0-313-31605-8
- Gioia, Dana (January 1999) «Midnight Salvage: Poems 1995—1998» (first published in San Francisco Magazine)
- Henneberg, Sylvia (2010) The Creative Crone: Aging and the Poetry of May Sarton and Adrienne Rich University of Missouri ISBN 0-8262-1861-X
- Keyes, Claire (2008) The Aesthetics of Power: The Poetry of Adrienne Rich University of Georgia Press ISBN 0-8203-3351-4
- Shuman, R. Baird (2002) Great American Writers: Twentieth Century. Marshall Cavendish
- Yorke, Liz (1998) Adrienne Rich: Passion, Politics and the Body Sage Publications ISBN 0-8039-7727-1